# Bulbophyllum ipanemense
Bulbophyllum ipanemense é uma espécie de orquídea (família Orchidaceae) pertencente ao gênero Bulbophyllum. Foi descrita por Frederico Carlos Hoehne em 1938.